# ماريا تيريزا بورتيلا
ماريا تيريسا بورتيلا ريفاس (بالإسبانية: María Teresa Portela Rivas، ولدت في 5 مايو 1982، كانغاس دي موراثو، بونتيفيدرا، إسبانيا) رياضية إسبانية. تتنافس في رياضة كانو- كاياك (الكانوي)، تتخصص في سباق الكاياك (Kayak).
حصلت على ميداليتين ذهبيتين في بطولات العالم للكانو كاياك، وعلى سبع ميداليات ذهبية في بطولات أوروبا للكانو كاياك.

## إنجازاتها

### بطولة العالم للكانو كاياك (الكانوي)
- 2001 بوزنان  بولندا:  ميدالية فضية في سباق الكاياك «كي 4» لمسافة 200 متر.
- 2001 بوزنان  بولندا:  ميدالية برونزية في سباق الكاياك «كي 4» لمسافة 500 متر.
- 2002 إشبيلية  إسبانيا:  ميدالية ذهبية في سباق الكاياك «كي 1» لمسافة 200 متر.
- 2002 إشبيلية  إسبانيا:  ميدالية فضية في سباق الكاياك «كي 4» لمسافة 200 متر.
- 2002 إشبيلية  إسبانيا:  ميدالية برونزية في سباق الكاياك «كي 4» لمسافة 500 متر.
- 2003 غينزفيل  الولايات المتحدة:  ميدالية فضية في سباق الكاياك «كي 1» لمسافة 200 متر.
- 2003 غينزفيل  الولايات المتحدة:  ميدالية فضية في سباق الكاياك «كي 2» لمسافة 200 متر.
- 2003 غينزفيل  الولايات المتحدة:  ميدالية فضية في سباق الكاياك «كي 4» لمسافة 200 متر.
- 2003 غينزفيل  الولايات المتحدة:  ميدالية برونزية في سباق الكاياك «كي 4» لمسافة 500 متر.
- 2005 زغرب  كرواتيا:  ميدالية ذهبية في سباق الكاياك «كي 1» لمسافة 200 متر.
- 2005 زغرب  كرواتيا:  ميدالية فضية في سباق الكاياك «كي 2» لمسافة 200 متر.
- 2005 زغرب  كرواتيا:  ميدالية برونزية في سباق الكاياك «كي 4» لمسافة 200 متر.
- 2009 دارتموث  كندا:  ميدالية برونزية في سباق الكاياك «كي 4» لمسافة 500 متر.

### بطولة أوروبا للكانو كاياك (الكانوي)
- 2001 ميلانو  إيطاليا:  ميدالية فضية في سباق الكاياك «كي 4» لمسافة 200 متر.
- 2001 ميلانو  إيطاليا:  ميدالية برونزية في سباق الكاياك «كي 4» لمسافة 500 متر.
- 2002 سزيغيت  المجر:  ميدالية ذهبية في سباق الكاياك «كي 1» لمسافة 200 متر.
- 2002 سزيغيت  المجر:  ميدالية ذهبية في سباق الكاياك «كي 4» لمسافة 200 متر.
- 2002 سزيغيت  المجر:  ميدالية فضية في سباق الكاياك «كي 4» لمسافة 500 متر.
- 2004 بوزنان  بولندا:  ميدالية ذهبية في سباق الكاياك «كي 1» لمسافة 200 متر.
- 2004 بوزنان  بولندا:  ميدالية ذهبية في سباق الكاياك «كي 2» لمسافة 200 متر.
- 2004 بوزنان  بولندا:  ميدالية ذهبية في سباق الكاياك «كي 4» لمسافة 200 متر.
- 2004 بوزنان  بولندا:  ميدالية برونزية في سباق الكاياك «كي 2» لمسافة 500 متر.
- 2004 بوزنان  بولندا:  ميدالية برونزية في سباق الكاياك «كي 4» لمسافة 500 متر.
- 2006 راسيز  جمهورية التشيك:  ميدالية ذهبية في سباق الكاياك «كي 1» لمسافة 200 متر.
- 2008 ميلانو  إيطاليا:  ميدالية برونزية في سباق الكاياك «كي 4» لمسافة 500 متر.
- 2009 براندنبورغ  ألمانيا:  ميدالية ذهبية في سباق الكاياك «كي 1» لمسافة 200 متر.
- 2010 كورفيرا دي أستورياس  إسبانيا:  ميدالية برونزية في سباق الكاياك «كي 1» لمسافة 200 متر.
- 2010 كورفيرا دي أستورياس  إسبانيا:  ميدالية برونزية في سباق الكاياك «كي 4» لمسافة 500 متر.
- 2011 بلغراد  صربيا:  ميدالية فضية في سباق الكاياك «كي 1» لمسافة 200 متر.

## روابط خارجية
- ماريا تيريسا بورتيلا على موقع الاتحاد الدولي للكانو (الإنجليزية)
- ماريا تيريسا بورتيلا على موقع اللجنة الأولمبية الدولية (الإنجليزية)
- ماريا تيريسا بورتيلا على موقع أوليمبيديا (الإنجليزية)